# Parokhet

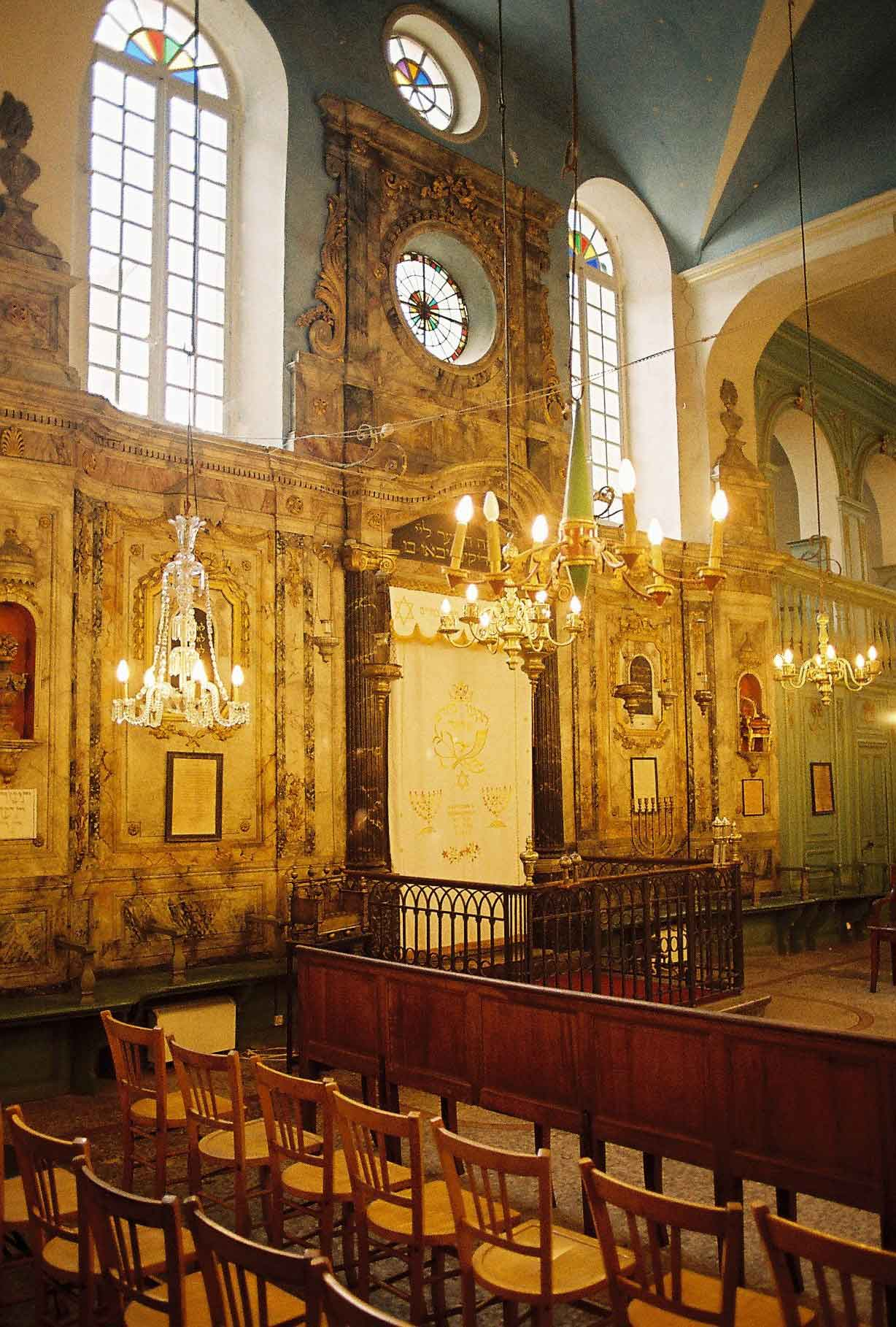
parokhet blanc devant l’arche sainte de la synagogue de Carpentras.

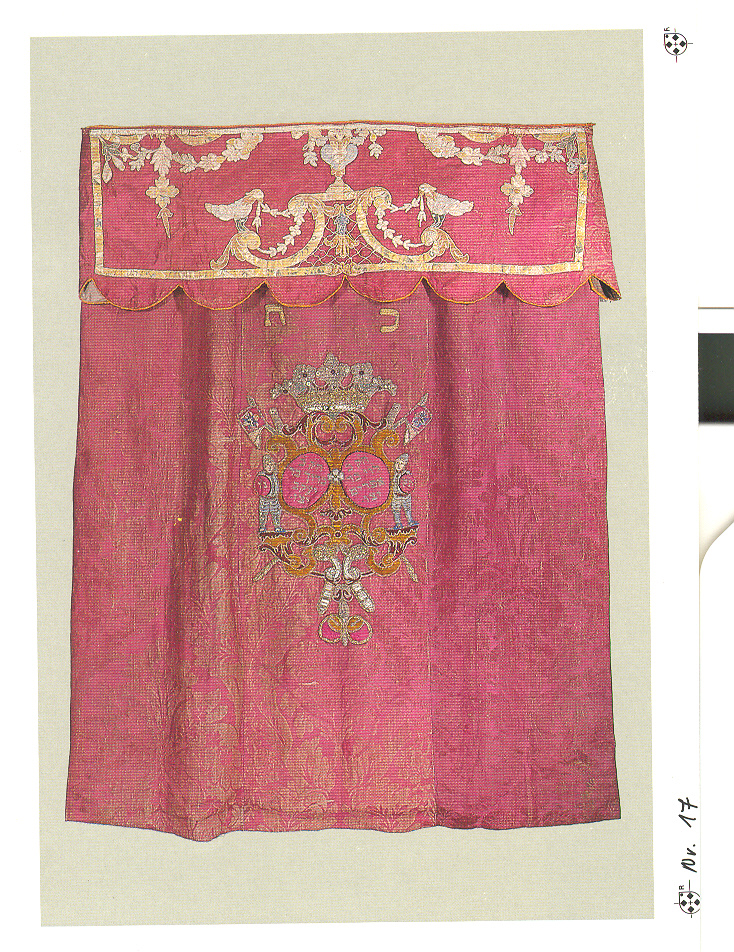
Parokhet de 1797, musée juif de Suisse.

Dans une synagogue, le parokhet (hébreu פרוכת - pluriel parokhiot) est le rideau, fermant l’Arche sainte et dissimulant les rouleaux de la Torah. Il représente le voile qui protégeait l'Arche d'alliance et séparait le saint des saints du reste du Temple de Jérusalem ou, avant lui, celui du tabernacle.
Il est richement brodé et son ornementation comporte souvent une couronne (keter torah). Il est ôté durant Tisha Beav en commémoration de la destruction du Temple de Salomon.
Pendant les Fêtes Juives, certains ont l'habitude de mettre un rideau de l'arche Sainte de couleur blanche. 